# Земноводни в България
На територията на България се срещат 18 вида Земноводни. Сред тях са 12 вида жаби, представители на 5 семейства, и 6 вида опашати земноводни от семейство Саламандрови. Най-скоро откритият вид е северния гребенест тритон, който се среща в Западна Стара планина и за първи път е регистриран през 2005 г. Има данни от 2007 г. и за Македонски гребенест тритон (Triturus macedonicus) в планината Славянка, близо до границата с Гърция. Друг сравнително скоро открит в България вид е зелената водна жаба, регистрирана за пръв път на територията на страната през 1966. Най-често срещаните видове са зелената крастава жаба, жълтокоремната бумка и голямата водна жаба.

## Жаби
| Семейство Бумкови (Bombinatoridae)   | Семейство Бумкови (Bombinatoridae)                          | Семейство Бумкови (Bombinatoridae) | Семейство Бумкови (Bombinatoridae) | Семейство Бумкови (Bombinatoridae)                                                               |
| ------------------------------------ | ----------------------------------------------------------- | ---------------------------------- | ---------------------------------- | ------------------------------------------------------------------------------------------------ |
| Род Бумки Bombina                    | Червенокоремна бумка (Bombina bombina)                      |                                    | Незастрашен                        | В почти цялата страна до надморска височина 400 m.                                               |
| Род Бумки Bombina                    | Жълтокоремна бумка (Bombina variegata)                      |                                    | Незастрашен                        | В почти цялата страна до надморска височина 1900 m.                                              |
| Семейство Крастави жаби (Bufonidae)  |                                                             |                                    |                                    |                                                                                                  |
| Род Крастави жаби Bufo               | Кафява крастава жаба (Bufo bufo) Голяма крастава жаба       |                                    | Незастрашен                        | В почти цялата страна до надморска височина 1300 m.                                              |
| Род Крастави жаби Bufo               | Зелена крастава жаба (Bufo viridis)                         |                                    | Незастрашен                        | В почти цялата страна до надморска височина 2300 m.                                              |
| Семейство Дървесници (Hylidae)       |                                                             |                                    |                                    |                                                                                                  |
| Род Същински дървесници Hyla         | Дървесница (Hyla arborea)                                   |                                    | Незастрашен                        | В почти цялата страна до надморска височина 1300 m.                                              |
| Семейство Чесновникови (Pelobatidae) |                                                             |                                    |                                    |                                                                                                  |
| Род Чесновници Pelobates             | Обикновена чесновница (Pelobates fuscus) Северна чесновница |                                    | Незастрашен                        | Разпространена е на север от Стара Планина.                                                      |
| Род Чесновници Pelobates             | Балканска чесновница (Pelobates balcanicus)                 |                                    |                                    | Южната част на страната и по крайбрежието на Черно море и Дунав при надморска височина до 350 m. |
| Семейство Водни жаби (Ranidae)       |                                                             |                                    |                                    |                                                                                                  |
| Род Същински водни жаби Rana         | Горска жаба (Rana dalmatina) Дългокрака горска жаба         |                                    | Незастрашен                        | В почти цялата страна до надморска височина 1500 m.                                              |
| Род Същински водни жаби Rana         | Зелена водна жаба (Rana esculenta)                          |                                    | Незастрашен                        | В България се среща само на разстояние до 4 – 5 km от река Дунав.                                |
| Род Същински водни жаби Rana         | Гръцка жаба (Rana graeca) Гръцка дългокрака жаба            |                                    | Незастрашен                        | В югозападната част на страната на надморска височина от 240 до 1210 m.                          |
| Род Същински водни жаби Rana         | Голяма водна жаба (Rana ridibunda) Водна жаба               |                                    | Незастрашен                        | В почти цялата страна до надморска височина 1400 m.                                              |
| Род Същински водни жаби Rana         | Планинска жаба (Rana temporaria) Планинска водна жаба       |                                    | Незастрашен                        | Среща се предимно, но не само по високите планини на надморска височина от 800 до 2500 m.        |

## Опашати земноводни
| Семейство Саламандрови (Salamandridae) | Семейство Саламандрови (Salamandridae)                                                              | Семейство Саламандрови (Salamandridae) | Семейство Саламандрови (Salamandridae) | Семейство Саламандрови (Salamandridae)                                      |
| -------------------------------------- | --------------------------------------------------------------------------------------------------- | -------------------------------------- | -------------------------------------- | --------------------------------------------------------------------------- |
| Род Алпийски тритони Ichthyosaura      | Алпийски тритон (Ichthyosaura alpestris)                                                            |                                        | Незастрашен                            | В планините в Западна и Южна България.                                      |
| Род Малки тритони Lissotriton          | Гръцки малък тритон (Lissotriton graecus)                                                           |                                        | Неоценен                               | В Санданско-Петричката котловина.                                           |
| Род Малки тритони Lissotriton          | Малък тритон на Шмитлер (Lissotriton schmidtleri)                                                   |                                        | Неоценен                               | В Югоизточна България.                                                      |
| Род Малки тритони Lissotriton          | Малък гребенест тритон (Lissotriton vulgaris) Обикновен тритон                                      |                                        | Незастрашен                            | В почти цялата страна.                                                      |
| Род Дъждовници Salamandra              | Дъждовник (Salamandra salamandra)                                                                   |                                        | Незастрашен                            | В по-голямата част на страната, извън крайните северни и югоизточни райони. |
| Род Тритони Triturus                   | Дунавски гребенест тритон (Triturus dobrogicus) Добруджански тритон Крайдунавски тритон             |                                        | Почти застрашен                        | В близост до река Дунав.                                                    |
| Род Тритони Triturus                   | Гребенест тритон на Буреш (Triturus ivanbureschi) Голям гребенест тритон Балкански гребенест тритон |                                        | Неоценен                               | В по-голямата част на страната.                                             |
| Род Тритони Triturus                   | Северен гребенест тритон (Triturus cristatus)                                                       |                                        | Незастрашен                            | В Западна Стара планина.                                                    |